# Steatoda ngipina
Steatoda ngipina là một loài nhện trong họ Theridiidae.
Loài này thuộc chi Steatoda. Steatoda ngipina được Alberto Barrion & James A. Litsinger miêu tả năm 1995.